# Alexander Markunzow
Alexander Markunzow (russisch Александр Маркунцов, * 21. Februar 1982 in Leningrad, Sowjetunion) ist ein ehemaliger russischer Eiskunstläufer, der im Paarlauf startete. Bei seinen größten Erfolgen startete er für Japan.

## Leben
Markunzow begann 1987 mit dem Eiskunstlauftraining. Zunächst startete er im Paarlaufen mit Walentina Rasskasowa.
Ab 1999 startete er mit Yūko Kawaguchi. Das Paar Kawaguchi/Markunzow war das Erste, das für Japan bei den ISU-Juniorenweltmeisterschaften eine Medaille gewann. Sie wurden von Tamara Moskwina trainiert und beendeten nach der Saison 2002/03 ihre Partnerschaft.

## Erfolge (mit Kawaguchi)
| Meisterschaft/Saison       | 2000/01 | 2001/02 | 2002/03 |
| -------------------------- | ------- | ------- | ------- |
| Weltmeisterschaften        | 15.     | 13.     | 14.     |
| Juniorenweltmeisterschaft  | 2.      | -       | -       |
| Japanische Meisterschaften | 1. J    | 1.      | 1.      |

J – Junioren